# Théminettes
Théminettes – miejscowość i gmina we Francji, w regionie Oksytania, w departamencie Lot.
Według danych na rok 1990 gminę zamieszkiwały 143 osoby, a gęstość zaludnienia wynosiła 16 osób/km² (wśród 3020 gmin regionu Midi-Pireneje Théminettes plasuje się na 920. miejscu pod względem liczby ludności, natomiast pod względem powierzchni na miejscu 1170.).